# Miłosna zagrywka
Miłosna zagrywka (ang. Fever Pitch) – amerykańsko-niemiecka komedia romantyczna z 2005 roku w reżyserii Petera i Bobby’ego Farrellych. Jest to remake brytyjskiego filmu Miłość kibica z 1997 roku. Film bazowany na podstawie książki Nicka Hornby’ego pt. Futbolowa gorączka.
Światowa premiera filmu miała miejsce 8 kwietnia 2005 roku, natomiast w Polsce premiera filmu odbyła się 16 września 2005 roku.

## Fabuła
Bizneswoman Lindsey (Drew Barrymore) i nauczyciel Ben (Jimmy Fallon) tworzą idealną parę. Idylla kończy się wraz z początkiem rozgrywek bejsbolu. Ben, zagorzały fan drużyny Red Sox, nie opuszcza żadnego meczu. Ukochana nie podziela jego pasji. Układa jednak pewien mistrzowski plan.

## Obsada
- Drew Barrymore – Lindsey Meeks
- Jimmy Fallon – Ben Wrightman
- Jack Kehler – Al
- Scott Severance – Artie
- Jessamy Finet – Theresa
- Maureen Keiller – Viv
- Lenny Clarke – wujek Carl
- Ione Skye – Molly
- Siobhan Fallon Hogan – Lana
- KaDee Strickland – Robin
- Marissa Jaret Winokur – Sarah
- Evan Helmuth – Troy
- Brandon Craggs – Casey
- Brett Murphy – Ryan

## Zdjęcia
Zdjęcia do filmu realizowane były na terenie Kanady (Toronto) oraz amerykańskich stanów Massachusetts (Boston) i Missouri (Saint Louis).